# J. D. Neuhaus

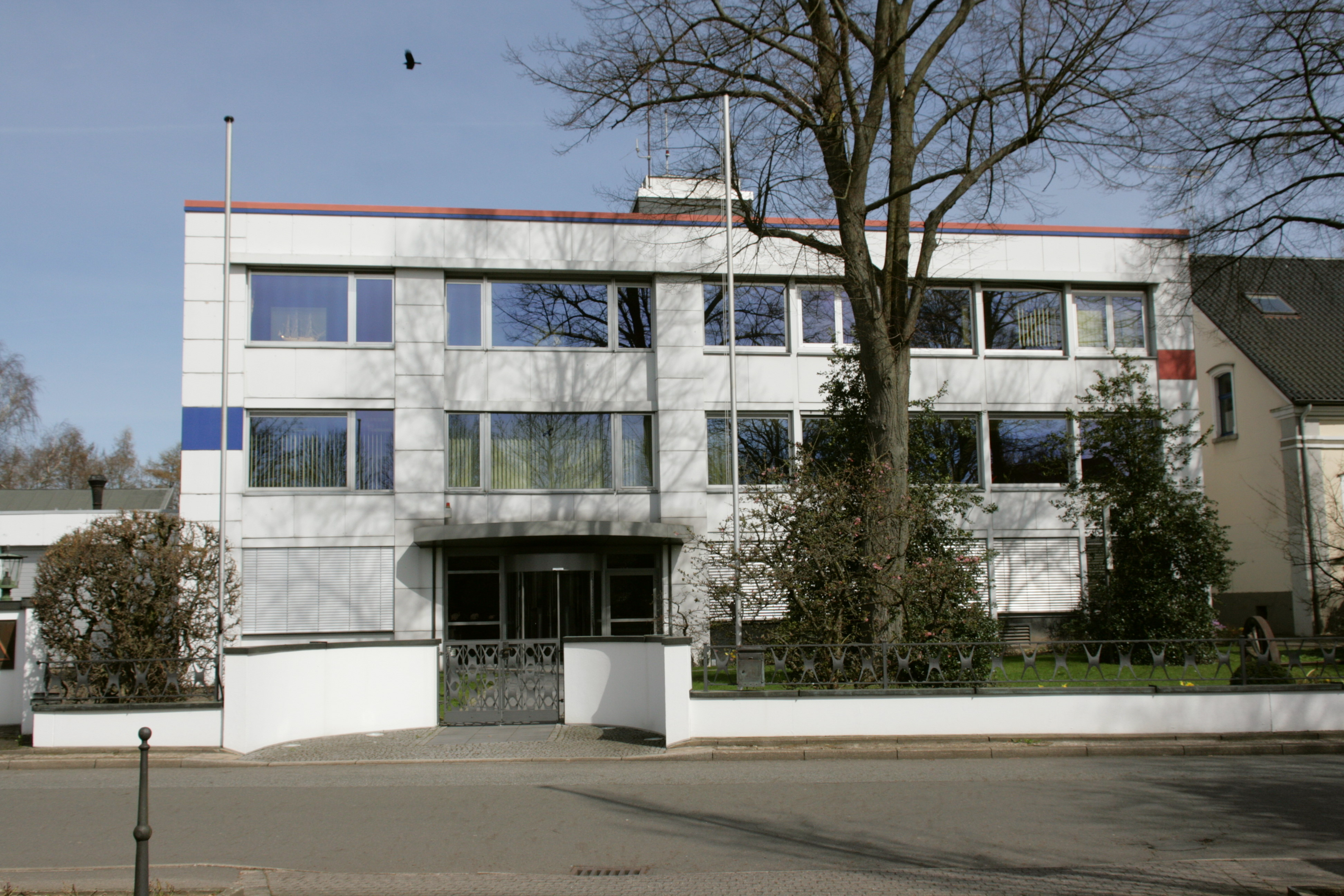
Verwaltungsgebäude J.D. Neuhaus

J. D. Neuhaus ist eine Firma mit Sitz in Witten, die druckluftgetriebene Hebezeuge, Winden und Krananlagen herstellt. Bei einem Exportanteil von über 80 % ist J. D. Neuhaus weltweiter Technologieführer im Segment pneumatischer und hydraulischer Hebezeuge. J. D. Neuhaus exportiert in 90 Länder weltweit. Mit Tochtergesellschaften ist das Unternehmen in den USA, in Großbritannien, Frankreich, Singapur und China vertreten. Die Produkte kommen in rund 70 Branchen zum Einsatz, darunter Bergbau, Öl- und Gasexploration bzw. -verarbeitung, die chemische Industrie und der Schweranlagenbau.

## Geschichte
Das Unternehmen wurde 1745 von Johann Diederich Neuhaus gegründet und ist bis heute ein Familienunternehmen in 7. Generation. Es stellte zunächst Holzschaft-Winden für Schleusen an der Ruhr her. Später wurden sie auch zum Verladen von Waren, zur Kohleförderung sowie zum Heben von Eisenbahnwagen genutzt. Bereits 1880 konnten auf diese Weise Lasten bis zu 7500 kg bewegt werden. Seit 1952 stellt J. D. Neuhaus mit Druckluft angetriebene Hebezeuge her, die zunächst hauptsächlich im Bergbau eingesetzt wurden, da sie sowohl besonders leistungsfähig, als auch besonders sicher waren. Seit Mitte der 1990er Jahre ist J. D. Neuhaus Mitglied der Association les Hénokiens.

### Johann Diederich Conrad Neuhaus
1745 wurde Johann Diederich Conrad Neuhaus (1726–1809) im Sprockhövelschen Fabrickenbuch als Fabrickant eingetragen. Als Fabrickant bezeichnete man einen Handwerksmeister mit eigenem Betrieb, der seine Erzeugnisse an die Fabrick lieferte. Sie war ein Zusammenschluss selbstständiger Schmiedemeister, der die von den Mitgliedern hergestellten Schmiedeprodukte im In- und Ausland verkaufte und Bestellungen aufnahm. Johann Diederich Conrad Neuhaus verlegte sich speziell auf den Bau von Winden, die offenbar guten Absatz fanden.

### Heinrich Wilhelm Neuhaus
Im Jahr 1807 wurde der Frieden von Tilsit geschlossen und Westfalen zum Königreich von Napoleons Gnaden. Dies war auch das Ende der „Sprockhövelschen Fabrick“. Heinrich Wilhelm Neuhaus (1765–1831) überstand mit seiner Schmiede die harten Zeiten, indem er seine Produkte in eigener Regie verkaufte. 1831 übergab er seinem Sohn Johann Diederich II. ein florierendes Geschäft.

### Johann Diederich Neuhaus II.
Mitte des 19. Jahrhunderts blühte die Industrie auf. Die Umsätze an Stahlwaren wuchsen, das Eisenbahnnetz entstand ebenso wie weltumspannende Schifffahrtslinien. J. Diederich Neuhaus (1813–1883) baute Winden für die Schleusen an der Ruhr, für die Pferdefuhrwerke, zum Heben von Eisenbahnwaggons, zum Ausrichten von Schienen, Verladen von Waren und zunehmend auch für Arbeiten in den Kohlegruben.

### Louis Neuhaus
Unter Louis Neuhaus (1848–1905) konnte der Betrieb sich mehr und mehr spezialisieren. Zu den notwendigen Hilfsmitteln im gewaltig anwachsenden Bergbau gehörte mehr und mehr die Neuhaus’sche Winde. Obwohl die Firma Neuhaus immer noch nicht über den Betrieb einer handwerklichen Schmiede mit fabrikationsmäßiger Herstellung von Winden hinausging, baute Louis das Geschäft mit viel Erfolg aus. Die alte Schmiede ließ er abreißen und neben dem Wohnhaus eine geräumige neue errichten, in der auch die ersten von Muskelkraft angetriebenen Maschinen zum Einsatz kamen.

### Emma Neuhaus
Im Alter von 57 Jahren starb Louis Neuhaus und seine Frau Emma Neuhaus (1859–1932) übernahm die alleinige Verantwortung. Sie musste mit Hilfskräften arbeiten und für besonders schwierige Arbeiten holte sie sich den Meister Wilhelm Müller, der in den Abendstunden das machte, was die anderen am Tage nicht fertigbrachten. 1907 heirateten die beiden. 1922 übergab Emma Neuhaus den Familienbesitz ihrem jüngsten Sohn Max Neuhaus.

### Max Neuhaus
Max Neuhaus (1900–1984) trat mit 19 Jahren in die Firma ein, erhielt Prokura und trug die gesamte Verantwortung. Er spezialisierte den Handel mit Winden und Hebezeugen und nahm nach dem Ersten Weltkrieg die Produktion und Instandsetzung wieder auf. 1923 wurden die ersten transmissionsbetriebenen Werkzeugmaschinen angeschafft. 1925 erhielt Max Neuhaus vom Reichsbahn-Zentralamt in Berlin einen Auftrag über 300 Stück Gleishebewinden. Nach dem Zweiten Weltkrieg waren es wieder die Zechen, die zuerst nach Geräten von Neuhaus verlangten. Um den steigenden Anforderungen gerecht zu werden, wurde 1952 eine schon lang geplante Werkhalle errichtet.

### J. Diederich Neuhaus
1952 trat J. Diederich Neuhaus (1925–2010) als junger Ingenieur in das Unternehmen ein. Er hatte die Idee, den bis dahin üblichen Handantrieb für JDN-Hebezeuge durch einen Druckluftmotor zu ersetzen. Dies war für den Untertagebergbau eine höchst willkommene Innovation, denn mit den neuen Druckluft-Hebezeugen von J. Diederich Neuhaus konnte wesentlich effektiver, wirtschaftlicher und sicherer gearbeitet werden. Im Februar 2000 wurde J. Diederich Neuhaus durch den Bundespräsidenten das Verdienstkreuz am Bande des Verdienstordens der Bundesrepublik Deutschland verliehen. Zum gleichen Zeitpunkt erhielt er die silberne Ehrennadel der Stadt Witten.

### Wilfried Neuhaus-Galladé

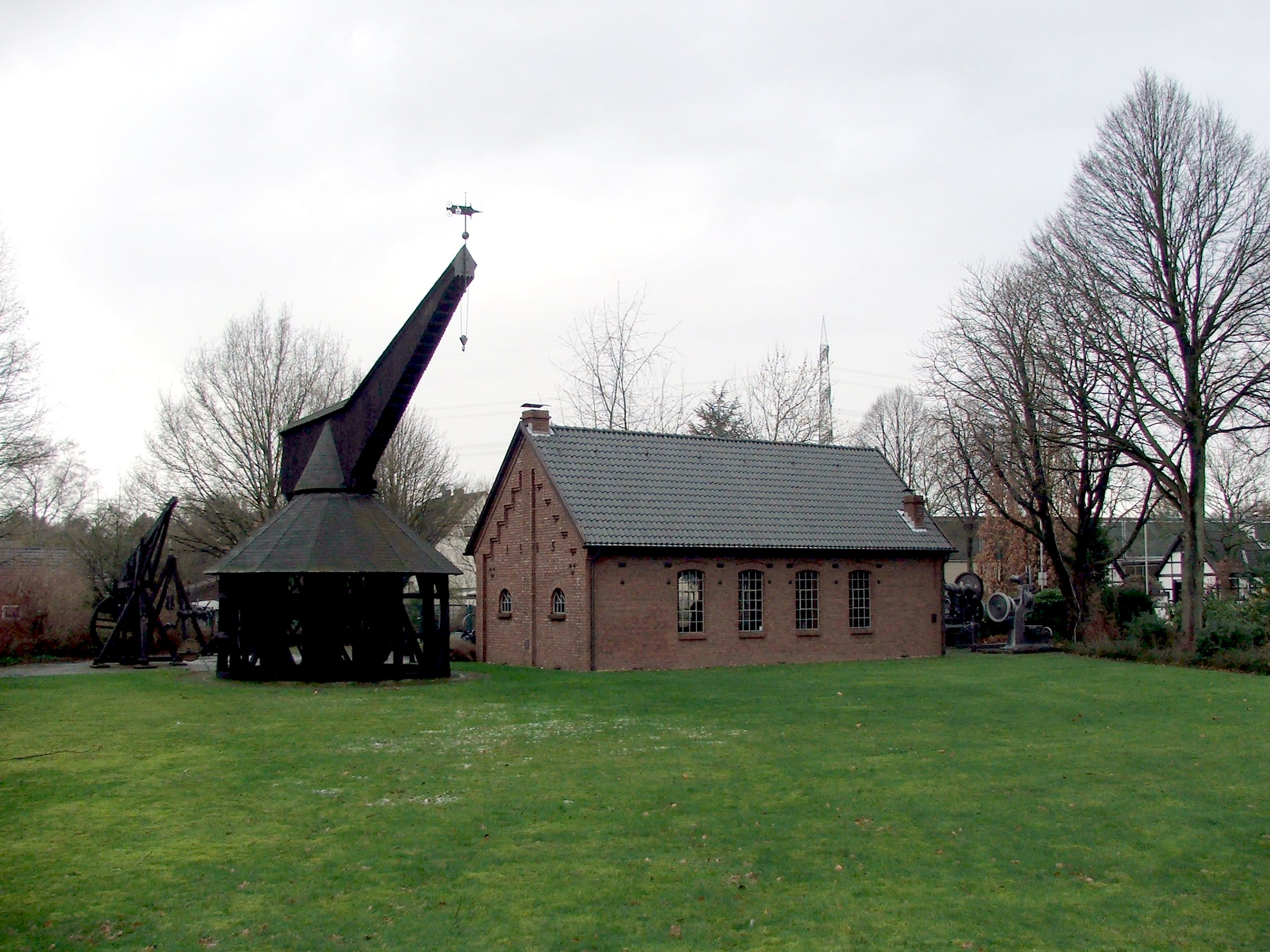
Hebezeug-Museum

Wilfried Neuhaus-Galladé (* 1957) trat 1986 in das Unternehmen ein. Er musste das Familienunternehmen den veränderten Bedingungen globaler Märkte anpassen. Auf Grund der rapide rückläufigen Entwicklung des deutschen Bergbaus kam es zu großen Umstrukturierungen. Wilfried Neuhaus-Galladé installierte ein weltweites Vertriebssystem und gründete Tochtergesellschaften in den USA, Frankreich, England, Singapur und China. So konnte er den Exportanteil, der 1980 noch unter 5 % lag, auf heute über 80 % steigern.

## Museum
Seit 1977 betreibt die Firma J. D. Neuhaus ein Hebezeug-Museum in direkter Nachbarschaft zum Firmensitz in Witten. Dort wird die Entwicklung vom steinzeitlichen Hebel bis zum modernen Druckluft-Hebezeug dargestellt.